# Manfred von Richthofen – Der Rote Baron

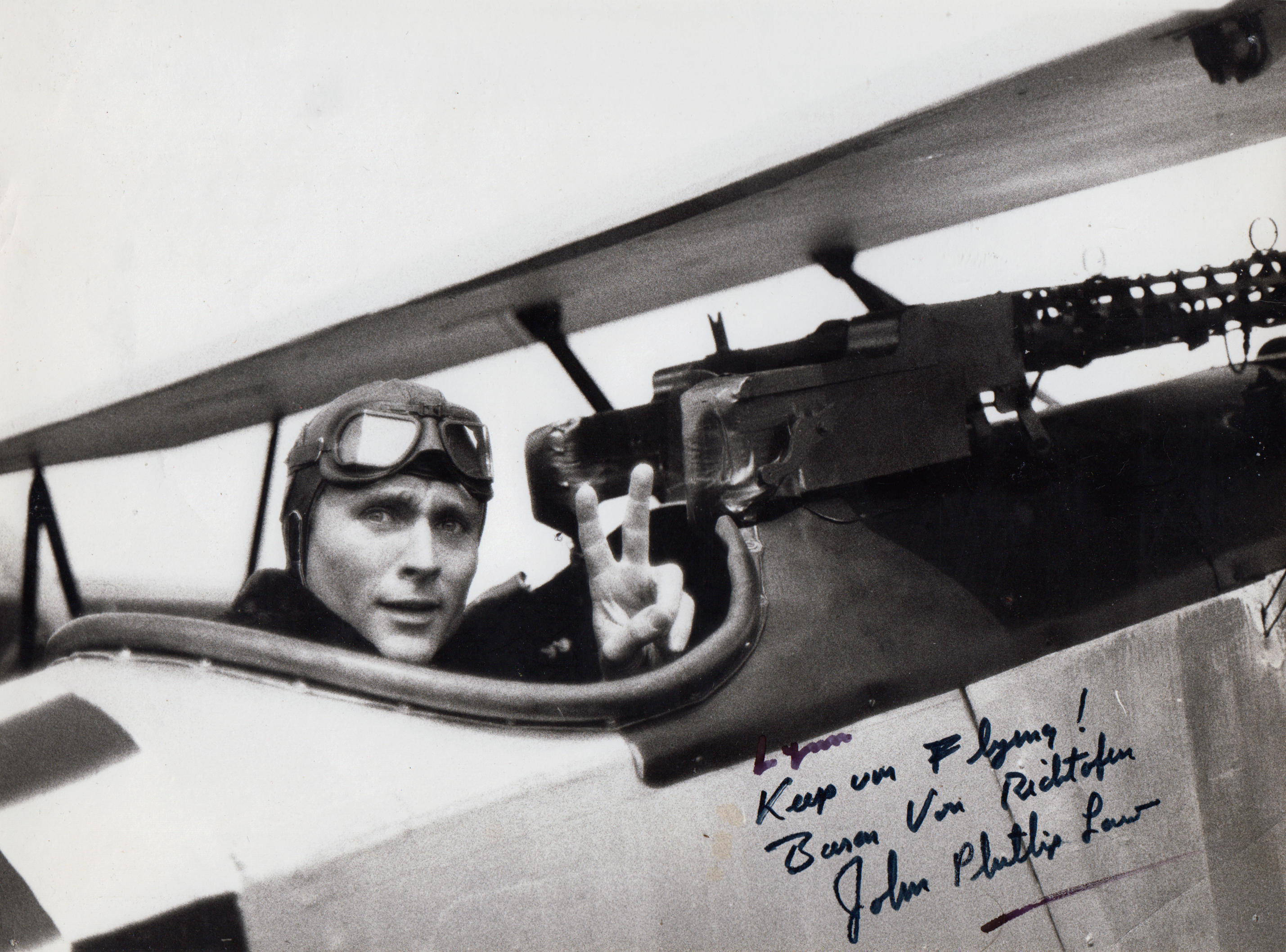
John Phillip Law während der Dreharbeiten in einer Fokker D.VII

Manfred von Richthofen – Der Rote Baron ist ein US-amerikanischer historisch-fiktionaler Spielfilm aus dem Jahr 1971 über das Leben des deutschen Kampfpiloten Freiherrn Manfred von Richthofen, der im Film von John Philipp Law verkörpert wird.

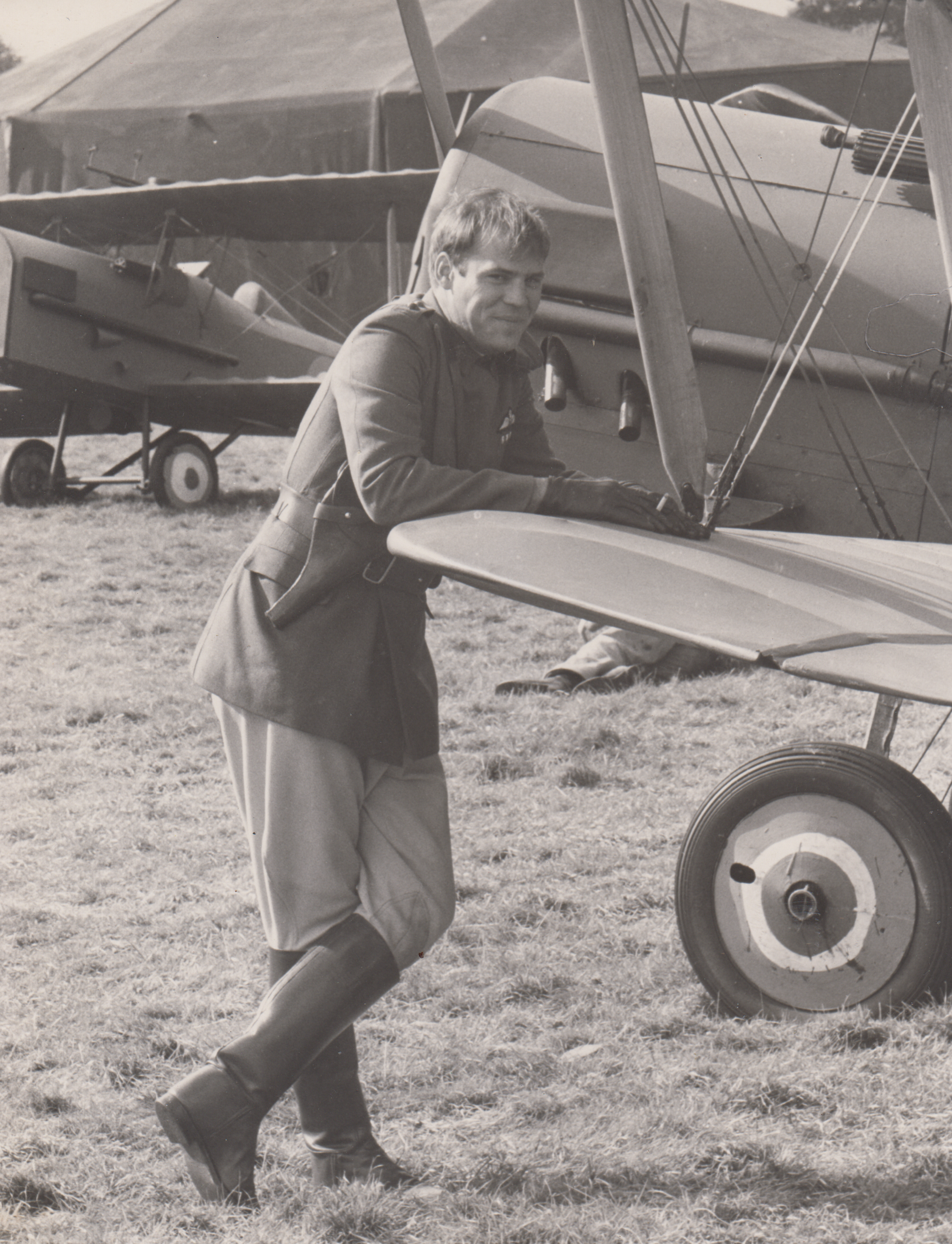
Don Stroud während der Dreharbeiten 1970 in Irland

## Handlung
Die Westfront während des Ersten Weltkriegs im Jahr 1916. Der junge Leutnant Freiherr Manfred von Richthofen wird zur Jagdfliegerstaffel unter dem Kommando von Hauptmann Oswald Boelcke versetzt. Der vom Wunsch nach Ruhm getriebene Richthofen erweist sich schnell als fähiger Kampfpilot, ist jedoch leichtsinnig und draufgängerisch. Boelcke nimmt sich Richthofens an und lehrt ihn die Prinzipien der Dicta Boelcke, wodurch Richthofen weitere Luftkampfsiege erringt.
Auf britischer Seite stößt der kanadische Pilot Arthur Roy Brown zur Jagdstaffel von Major Lanoe Hawker, mit der sich Boelckes Geschwader regelmäßig Luftkämpfe liefert. Während Hawker mit seinen Männern einen Kult der Ehre und Ritterlichkeit pflegt, lehnt Brown diese für ihn überkommene Vorstellung ab und will stattdessen ohne den Ballast von Ritterlichkeit und Moral den Krieg führen. Anfangs stößt er dabei auf wenig Gegenliebe. Auf deutscher Seite tritt seinerseits in der deutschen Staffel Hermann Göring für diese Positionen ein.
Beim nächsten Zusammentreffen zwischen den Briten und Deutschen kommt Boelcke durch einen Flugunfall ums Leben, als er mit der Maschine seines Kameraden Erwin Böhme kollidiert. Richthofen, von Wut über den Tod seines Mentors angeheizt, stellt daraufhin Lanoe Hawker und trifft ihn tödlich.
Nach Boelckes Tod wird Richthofen zum Nachfolger der Staffel befördert und tritt in den Rang eines Rittmeisters ein. Als vom Luftkommando der Befehl erteilt wird, dass die Jagdflugzeuge mit Tarnfarben bemalt werden sollen, um „den Typ unkenntlich zu machen“, deutet Richthofen den Befehl um und lässt statt Tarnfarben für den Luftkampf seine Männer die Maschinen mit grellen, bunten Farben bemalen, ähnlich wie Ritter ihre Turnierpferde. Richthofen selbst streicht sein Flugzeug knallrot an, was ihm seinen Spitznamen Der rote Baron einbringt. Die Entscheidung wird vom Luftkommando schließlich geduldet und Richthofens Jagdstaffel 11 als Fliegender Zirkus bekannt. Zu seinem fünfzigsten Abschuss wird Richthofen von Kaiser Wilhelm II. der höchste preußische Orden Pour le Mérite verliehen. Richthofen wird zum Nationalhelden und trifft unter anderem den Flugzeugbauer Anton Herman Gerard Fokker, der ihm sein neues Jagdflugzeug, die Fokker Dr.I präsentiert.
Nach dem Tode Hawkers und eines weiteren britischen Piloten, der von Hermann Göring getötet wird, obwohl er sich bereits aus dem Luftkampf zurückgezogen hat, findet Brown mit seiner harten Haltung „Wie du mir, so ich dir.“, zunehmend Gehör unter den britischen Piloten und überzeugt sie zu „Tricks“ zu greifen, um die Deutschen zu vernichten. Als die Briten den Deutschen eine Falle stellen, wird Werner Voss, eines der zentralen deutschen Luftasse getötet und Richthofen schwer am Kopf verletzt, sodass er ins Lazarett muss und auf Heimaturlaub seine Familie besucht. Währenddessen führen die Briten, angeführt von Brown, einen Überraschungsangriff auf den deutschen Flugplatz durch, der weitestgehend zerstört wird. Dabei wird auch die Sanitätsbaracke zerstört, ein klarer Verstoß gegen das Kriegsrecht nach der Haager Konvention. Richthofen kehrt kurz nach dem Angriff an die Front zurück, zusammen mit einer Lieferung neuer Kampfflugzeuge, woraufhin die Deutschen nun ihrerseits den Flugplatz der Briten angreifen und ebenfalls weitestgehend zerstören. Dabei erschießt Göring gezielt Krankenschwestern. Richthofen stellt Göring zur Rede und droht ihm im Wiederholungsfall mit dem Kriegsgericht.
Der Kriegseintritt der USA wendet das Blatt zunehmend zugunsten der Alliierten, während die Deutschen weitere schwere Verluste erleiden, etwa den Tod von Kurt Wolff. Das Oberkommando will Richthofen von der Front abziehen, um sein Leben zu schützen und seine Erfahrung für die Entwicklung einer neuen Generation von Flugzeugen zu nutzen, um sich auf einen neuen Krieg vorzubereiten. Richthofen lehnt empört ab und kehrt an die Front zurück. Seine Männer sind zunehmend desillusioniert. Schließlich kommt es zu einem weiteren Luftkampf, bei dem Richthofen durch einen Kopfschuss von Brown tödlich verwundet wird. Es gelingt ihm noch sein Flugzeug zu landen, ehe er stirbt und von den Briten mit militärischen Ehren beigesetzt wird. Hermann Göring wird Richthofens Nachfolger als Staffelführer.

## Historische Ungenauigkeiten
Im Film werden aus dramaturgischen Gründen sowohl die britische als auch die deutsche Jagdstaffel als Einheit dargestellt, tatsächlich aber gehörten die auftretenden Personen entweder nicht derselben Einheit an (so etwa Arthur Brown und Lanoe Hawker) oder aber sie stießen zu unterschiedlichen Zeiten zur Jagdstaffel und wurden auch wieder anderswo hin versetzt. Zeitgleich waren die dargestellten Fliegerasse nie alle Teil der Einheit. Ernst Udet etwa gehörte erst im März 1918 Richthofens Jagdgeschwader 1 an und Hermann Göring wurde erst zum Kommandanten der Einheit ernannt und dorthin versetzt, nachdem auch Richthofens Nachfolger umgekommen war.
Zu den am Film beteiligten Flugzeugen gehören auf deutscher Seite von Richthofens bekannter Dreidecker, die Fokker Dr.I und die Fokker D.VII. Bereits als Richthofen im Film zur Jagdstaffel im Jahr 1916 stößt, verfügt die Staffel über die D.VII, historisch wurde die Fokker D.VII jedoch erst im April 1918 in Dienst gestellt, als auch Richthofen verstarb. Auf britischer Seite kommt von Anfang an das Jagdflugzeug S.E.5 zum Einsatz, das erst im März 1917 in Dienst ging.
Weiter erhielt Richthofen die Auszeichnung Pour le Mérite nicht erst für seinen 50., sondern bereits bei seinen 16. Abschuss.

## Produktion
Das Gesamtbudget betrug 900.000 US-Dollar. Die Drehorte befanden sich in Dublin sowie am Weston Aerodrome in Leixlip im County Kildare (Irland). Powerscourt House und Leinster House.

## Kritik
„Grandiose Luftaufnahmen.“

„2007 entstand mit ‚Der Rote Baron‘ erneut ein Actionabenteuer um den legendären Jagdflieger, das aber an die Qualität von Cormans Version nicht heranreicht.“